# 모스크바 국립 대학교
미하일 로모노소프 모스크바 국립 대학교(러시아어: Московский государственный университет имени М. В. Ломоносова, МГУ, 엠게우, 문화어: 로모노쏘브 명칭 모스크바 국립종합대학)는 러시아 모스크바에 위치한 대학교이다. 최초 본 대학교는 붉은 광장 역사 박물관 자리에 위치했으며, 3개 학부(철학, 법학, 의학)로 출발하였다. 당시 학생은 귀족과 유산층 출신으로 구성되었고, 학교에 관한 모든 사항은 교수회의에서 결정되었다. 1917년 10월 혁명 이후 국립대학교로 지정되었다. 1948년 구 소련 정부는 레닌 언덕에 대학 건물을 새로 세우기로 결정하였으며, 1953년 본관 완공에 이어 1970년 제1인문관, 1978년에 제2인문관 건물이 차례로 완성되었다. 이로써 현재 본 대학교는 구관과 신관으로 나뉘어 있다.

## 개요
1755년 러시아의 대학자 미하일 로모노소프(Михаил Ломоносов)에 의해서 설립된 이래, 250년의 역사를 자랑하는 세계적인 종합 대학교이다. 국립 모스크바 대학교는 다양한 학부(기계-인공두뇌, 수학-계량수학, 물리, 화학, 생물, 토양, 지질, 지리, 의학, 역사, 글로벌 프로세스, 어문, 외국어, 철학, 사회, 심리, 경제, 법, 신문방송, 아시아-아프리카 등), 8개 연구소(공학, 핵물리, 소입자, 물리학, 천문, 계량, 생물, 인류, 세계 문명)로 구성되어 있다. 모스크바 대학교는 위대한 과학자와 수학자를 많이 배출했다. 노벨상 수상자 11명, 필즈상 수상자를 7명 배출했다.

## 같이 보기
- 러시아의 교육